# Пава (приток Тавды)
Пава — река в России, протекает по Гаринскому району Свердловской области. Устье реки находится в 26 километрах по левому берегу реки Тавда. Длина реки составляет 9 километров.

## Географическое положение
Река Пава протекает в муниципальном образовании «Гаринский городской округ», левый приток реки Тавда, длина реки — 9 километров. Исток реки с северо-западного края болота Павинская Сарча. Устье в реку Тавда в 26 километров ниже посёлка Лапоткова. Берега преимущественно заболочены.

## Топоним
Пава означает — небольшая речка, родник. По мнению Матеева А. К. пава с мансийского — родник, небольшая речка, впадающая в большую реку. Значение устойчиво в Припелымье. В павах течёт живица, вода в зимнее время не портиться, поэтому рыба из реки во время мора уходит в павы.